# 9K112 Kobra
9K112 Kobra là một tổ hợp tên lửa chống tăng dẫn hướng bằng dây SACLOS của Liên Xô. Tổ hợp này được phóng đi từ súng chính 125 mm của xe tăng T-64 và T-80. Phương Tây đặt tên cho tổ hợp này là AT-8 Songster.

## Phát triển

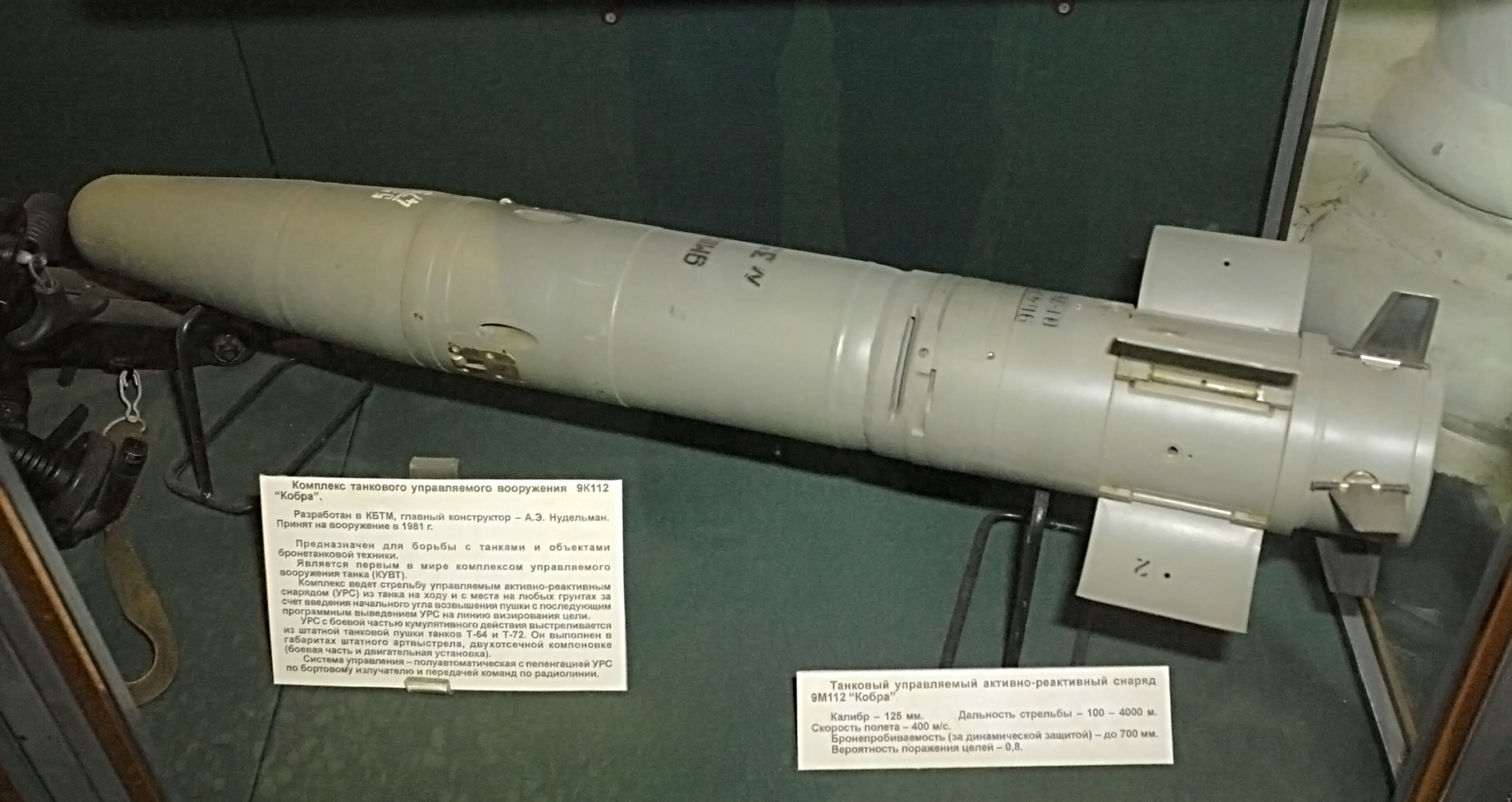
Tên lửa của tổ hợp 9K112 Kobra

Thể hệ đầu tiên của các tên lửa phóng từ xe tăng của Liên Xô bắt đầu vào năm 1956 khi V.A. Malyshev được yêu cầu từ Khrushchev phải thực hiện một "suy nghĩ mới" trong các phòng thiết kế vũ khí. Một phần của "suy nghĩ mới" này là phát triển tổ hợp tên lửa phóng từ xe tăng bao gồm xe tăng IT-1 trang bị tên lửa Drakon và Taifun có tên gọi Obiekt 297. Tuy nhiên thiết kế xe tăng ban đầu đã thất bại. Một mẫu thiết kế xe tăng chỉ trang bị toàn tên lửa có bán kính vùng chết là 300 m quanh xe, trong bán kính này xe không thể tấn công các mục tiêu - cũng như kích thước của các tên lửa ban đầu bị đã giới hạn số lượng tên lửa mang theo. Các thiết kế lai bao gồm cả hỏa lực pháo chính và khả năng mang tên lửa.
Những giới hạn đã dẫn đến việc phát triển một tổ hợp lai, trong tổ hợp mới này tên lửa được bắn đi từ nòng của khẩu pháo chính của xe tăng. Thế hệ đầu tiên của khái niệm này là xe tăng Obiekt 775, trang bị với một khẩu pháo nòng trơn 125 mm có thể bắn các đạn phản lực không dẫn hướng nổ mạnh, hoặc đạn dẫn hướng điều khiển vô tuyến. Đạn dẫn hướng có tên gọi Rubin (Ruby) và đạn không dẫn hướng có tên gọi là Bur (Drill). Xe tăng có thể mang được 24 tên lủa Rubin và 48 đạn phản lực Bur. Dự án này thất bại do đầu nổ lõm của Rubin không có hiệu quả như mong muốn, và còn có lo lắng về việc đường chỉ huy tên lửa có thể bị gây nhiễu.
Sự phát triển tiếp tục trong thập niên 1960 nhưng nó không được hoàn thành cho đến thập niên 1970, khi sự chú ý một cách nghiêm túc về khái niệm này đã được thực hiện lần nữa. Điều này có thể do 3 yêu tố:
- Hoa Kỳ phát triển một tổ hợp pháo tên lửa 152 mm cho xe tăng M551 Sheridan và M60A2.
- Việc phát triển các tên lửa chống tăng của NATO như tổ hợp TOW và Euromissile HOT, đã có độ chính xác cao hơn với mục tiêu ở xa so với các khẩu pháo xe tăng cùng thời.
- Các mối đe dọa của trực thăng như AH-1 Cobra. Các tên lửa có thể bảo vệ chống lại các trực thăng bay lơ lứng.

Việc phát triển thế hệ thứ hai của các đạn dẫn hướng bắn từ ống phóng của Liên Xô bắt đầu vào thập niên 1970. Tổ hợp tên lửa Kobra có cuộc cạnh tranh với tổ hợp Gyurza dẫn hướng hồng ngoại. Tổ hợp Gyurza dẫn hướng hồng ngoại đã bộc lộ một số vấn đề và do đó Kobra đã được đưa vào sản xuất. 9K112 đã được trang bị trên xe tăng mới T-64B vào năm 1976. T-80B cũng được trang bị tổ hợp này. Tổ hợp Gyurza tiếp tục được phát triển, nó đã bỏ hệ dẫn hướng hồng ngoại mà thay bằng dẫn hướng chỉ huy vô tuyến - tỏ hợp này sau đó đã phát triển thành Shturm hay AT-6 Spiral.
Giá mỗi quả tên lửa vào năm 1976 là khoảng 5.000 rúp, khá đắt so với đạn pháo thông thường (một động cơ diesel cho xe tăng thời đó có giá 9.000 rúp, một chiếc T-64A có giá 143.000 rúp), do vậy nó chỉ được ưu tiên trang bị cho những loại xe cao cấp như T-64B và T-80 (mỗi xe cũng thường chỉ trang bị 4 tên lửa) Sau này, khi công nghệ phát triển hơn thì loại tên lửa này mới được trang bị cho xe tăng T-72B (năm 1985)

## Miêu tả
Tên lửa 9M112 Kobra gồm 2 phần:

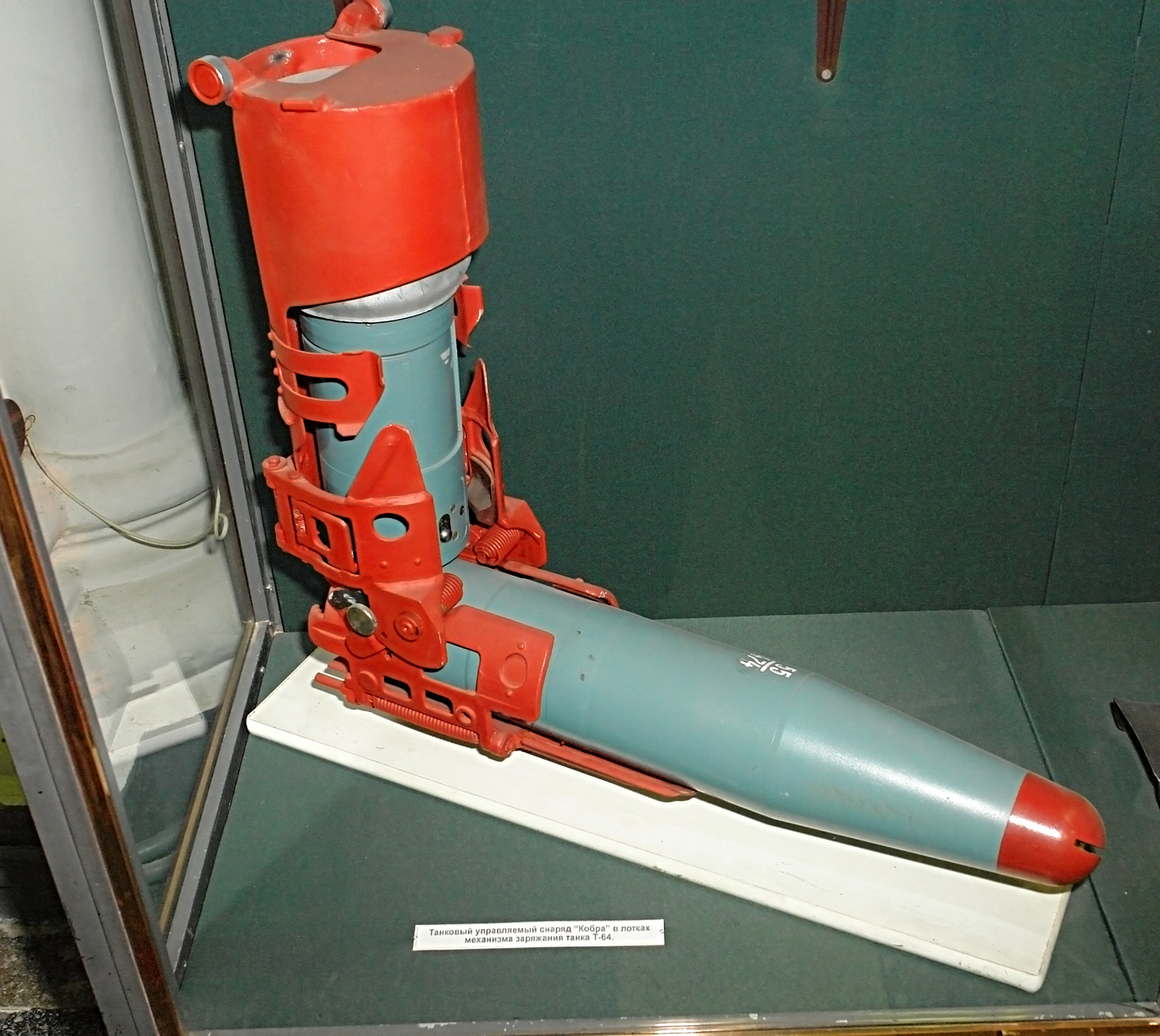
2 phần của tên lửa trong chu kỳ trượt nạp để ghép nối.

- Phần đầu 9M43 - gồm đầu nổ lõm 9M129 và động cơ hành trình 9D129.
- Phần đuôi 9B447 - gồm bộ ắc quy, cánh điều khiển bay, nguồn sáng cho hệ dẫn hướng từ xe tăng bám và điều khiển tên lửa; và một anten nhỏ để nhận lệnh từ xe tăng.

2 phần riêng biệt được cất trong thiết bị nạp đạn tự động của xe tăng theo cách tương tự như đạn 125 mm thông thường.
Tên lửa có thể được phóng bằng một trong ba chế độ:
- Chế độ thường - khẩu pháo được nâng lên 3 độ trên đường ngắm để giảm lượng bụi sinh ra khi phóng tên lửa. Điều này là quan trọng để xe tăng có thể nhìn thấy cả mục tiêu và nguồn sáng ở phía sau tên lửa, để có thể dẫn hướng tên lửa đến mục tiêu. Hệ thống tên lửa sử dụng kiểu dẫ hướng SACLOS, tất cả xạ thủ phải giữ tâm ngắm trên mục tiêu và hệ thống điều khiển hỏa lực 1A33 sẽ tạo hiệu chỉnh hướng bay của tên lửa, tín hiệu sẽ được phát đến tên lửa. Độ chính xác trong 4000m là khoảng 80% trong chế độ này.
- Chế độ đường đạn - khẩu pháo được nâng lên 3 độ trên đường ngắm. Tên lửa sau đó bay 3–5 m trên đường ngắm của xạ thủ, rơi xuống dưới đường ngắm trước khi đến mục tiêu. Chế độ bắn này giảm lượng bụi gây ra bởi tên lửa khi bay, giảm sự rủi ro hệ dẫn hướng mất liên lạc với tên lửa.
- Chế độ khẩn cấp - chế độ chỉ được sử dụng nếu mục tiêu bất ngờ xuất hiện trong tầm 1000m và tên lửa đã được nạp sẵn sàng phóng. Khẩu pháo lúc này chỉ ở cung 40 phút trên đường ngắm đến mục tiêu, và đường chỉ huy được kích hoạt sớm. Xác suất trúng thấp hơn ở chế độ này.

Tên lửa có vận tốc đầu nòng là 125 m/s, sau đó tăng lên tới tối đa 800 m/s, nhưng trung bình thường là 350–400 m/s. Thời gian bay đạt 4000 m là khoảng 9 đến 10 giây. Tên lửa có một đầu đạn HEAT đơn 4.5 kg, đầu đạn này có thể xuyên thủng giáp RHA 600 mm

## Quốc gia sử dụng
Nga
 Liên Xô
 Iran